# 山口県道180号串夜市線
山口県道180号串夜市線（やまぐちけんどう180ごう くしやじせん）は、山口県山口市から周南市に至る一般県道である。

## 概要
山口市徳地鯖河内から周南市大字夜市に至る。

### 路線データ
- 起点：山口市徳地鯖河内[1]（山口県道9号徳山徳地線交点）
- 終点：周南市大字夜市[1]（夜市交差点、国道2号交点）
- 総延長：17.1 km[1]

## 歴史
- 1958年（昭和33年）10月1日 - 山口県告示第644号の2により山口県道鹿野戸田停車場線として認定される。
- 1970年（昭和45年）11月1日 - 都濃郡南陽町が市制施行して新南陽市に移行する。
- 1972年（昭和47年） - 山口県の県道番号再編により山口県道180号鹿野戸田停車場線になる。
- 1973年（昭和48年）3月31日 - 山口県告示第274号の5により山口県道180号鹿野夜市線に変更される。この際新南陽市馬神以南で経路が変更される[注釈 1]。
- 2003年（平成15年）4月21日 - 新南陽市・徳山市・熊毛郡熊毛町・都濃郡鹿野町が対等合併して周南市が発足したことに伴い全線が周南市域を通る路線になり、併せて起終点の地名表記が変更される。
- 2017年（平成29年）3月31日 - 山口県告示第136号により、山口県道180号鹿野夜市線が廃止。廃止区間の起点側の経路を変更するかたちで山口県告示第136号により、山口県道180号串夜市線が認定[1]。

## 路線状況
前身の山口県道鹿野戸田停車場線時代から周南市大字鹿野下（起点） - 周南市大字高瀬間の主要地方道との重用関係は続いており、旧都濃郡鹿野町内に単独区間を有したことが一度もない。

### 重複区間
- 国道376号（周南市大字高瀬 - 周南市大字米光）
- 国道489号（周南市大字米光）
- 山口県道192号串戸田線（周南市大字米光 - 周南市大字馬神）

### 道路施設

#### 橋梁
- 中村橋（島地川、周南市大字夏切）
- 長野橋（島地川、周南市大字垰（たお） - 周南市大字夏切、国道376号重複区間内）
- 新米光橋（島地川、周南市大字米光、国道376号重複区間内）

#### トンネル
- 矢地峠トンネル：延長510 m、1995年（平成7年）竣工、周南市大字馬神 - 周南市大字夜市

## 地理

### 通過する自治体
- 山口県
  - 山口市 - 周南市

### 交差する道路
| 交差する道路                                                                     | 市町村名 | 交差する場所   | 交差する場所      |
| -------------------------------------------------------------------------------- | -------- | -------------- | ----------------- |
| 山口県道9号徳山徳地線                                                            | 山口市   | 徳地鯖河内     | 起点              |
| 国道376号 重複区間起点                                                           | 周南市   | 大字高瀬       |                   |
| 山口県道321号和田上村線                                                          | 周南市   | 大字垰（たお） |                   |
| 国道489号 重複区間起点                                                           | 周南市   | 大字米光       |                   |
| 国道376号 重複区間終点 国道489号 重複区間終点 山口県道192号串戸田線 重複区間起点 | 周南市   | 大字米光       |                   |
| 山口県道192号串戸田線 重複区間終点                                               | 周南市   | 大字馬神       |                   |
| 国道2号                                                                          | 周南市   | 大字夜市       | 夜市交差点 / 終点 |

### 交差する鉄道
- 山陽新幹線

### 沿線
- 山口市立串小学校
- 周南市役所
  - 和田支所
  - 夜市支所
- 新平ヶ原公園
- 周南市立夜市小学校

### 峠
- 熊坂峠（周南市大字高瀬）
- 矢地峠（周南市大字馬神・周南市大字夜市）